# Hemileuca minette
Hemileuca minette är en fjärilsart som beskrevs av Dyar 1911. Hemileuca minette ingår i släktet Hemileuca och familjen påfågelsspinnare. Inga underarter finns listade i Catalogue of Life.